# Slovenian Juniors 2012
Das Slovenian Juniors 2012 fand als bedeutendstes internationales Nachwuchsturnier von Slowenien im Badminton vom 18. bis zum 21. Oktober 2012 in Mirna statt. Es war die 18. Auflage der Veranstaltung.

## Sieger und Platzierte der Junioren U19
| Disziplin    | Gold                           | Silber                           | Bronze                          |
| ------------ | ------------------------------ | -------------------------------- | ------------------------------- |
| Herreneinzel | Alex Vlaar                     | Filip Špoljarec                  | Ruben Jille                     |
| Herreneinzel | Alex Vlaar                     | Filip Špoljarec                  | Ivan Tucaković                  |
| Dameneinzel  | Martina Repiská                | Dorotea Sutara                   | Kaja Stanković                  |
| Dameneinzel  | Martina Repiská                | Dorotea Sutara                   | Maja Pavlinić                   |
| Herrendoppel | Simon Rebhandl Mitja Šemrov    | Christopher Klein Daniel Müller  | Filip Špoljarec Ivan Tucaković  |
| Herrendoppel | Simon Rebhandl Mitja Šemrov    | Christopher Klein Daniel Müller  | Erik Seiwald Leon Seiwald       |
| Damendoppel  | Cheryl Seinen Imke van der Aar | Dora Dragčević Katarina Galenić  | Veronika Koldová Jana Panochová |
| Damendoppel  | Cheryl Seinen Imke van der Aar | Dora Dragčević Katarina Galenić  | Helena Kovač Lucija Vlah        |
| Mixed        | Ruben Jille Cheryl Seinen      | Bedřich Valenta Veronika Koldová | Filip Špoljarec Lucija Vlah     |
| Mixed        | Ruben Jille Cheryl Seinen      | Bedřich Valenta Veronika Koldová | Mitja Šemrov Kaja Stanković     |